# 法夫里西奥·奥韦尔托
法夫里西奥·劳尔·赫苏斯·奥韦尔托（西班牙語：Fabricio Raúl Jesús Oberto，1975年3月21日—），生于阿根廷科尔多瓦省，职业篮球运动员，曾随队获得2004年雅典奥林匹克运动会男子篮球金牌。